# Caspar Veldkamp
Caspar Veldkamp, né le 23 avril 1964 à Etten en Leur, est un homme politique et ancien diplomate néerlandais, membre du Nouveau Contrat social (NSC).
Il est précédemment ambassadeur par deux fois, en Israël (2011-2015) puis en Grèce (2015-2019), ainsi que représentant à la Seconde Chambre de 2023 à 2024.
Il est nommé ministre des Affaires étrangères dans le cabinet du Premier ministre Dick Schoof depuis le 2 juillet 2024. 

## Carrière
Caspar Veldkamp commence à travailler comme chargé de mission au ministère des Affaires étrangères en 1993. Il est ensuite en poste à Varsovie, Washington, Bruxelles et Londres. Il est ambassadeur des Pays-Bas en Israël de 2011 à 2015 et en Grèce de 2015 à 2019,, d'où il coopère étroitement avec le ministre néerlandais des Finances et président de l'Eurogroupe Jeroen Dijsselbloem sur la crise de la dette publique grecque. Son dernier poste diplomatique avant son entrée en politique est celui de membre du conseil d'administration de la Banque européenne pour la reconstruction et le développement.
Veldkamp est un membre de longue date de l'Appel chrétien-démocrate (CDA) avant de rejoindre le Nouveau Contrat social (NSC) pour participer aux élections générales de 2023,. Durant la campagne, Veldkamp se montre critique à l'égard du « transfert de pouvoirs » vers l'Union européenne (UE). Il présente le parti nouvellement fondé auquel il a adhéré comme un « parti optimiste pour le citoyen insatisfait ». Il est élu à la Seconde Chambre, où son travail en tant que parlementaire se concentre sur les affaires étrangères et la migration.
Après que le PVV, le VVD, le NSC et le BBB aient formé le cabinet Schoof, Veldkamp prête serment comme ministre des Affaires étrangères le 2 juillet 2024, succédant à Hanke Bruins Slot,. Au cours de ses premiers jours, il assiste au sommet de l'OTAN de 2024 à Washington, où il rencontre le ministre israélien des Affaires étrangères Israël Katz. Veldkamp annonce que les Pays-Bas feraient pression pour que l'UE déclare le Corps des gardiens de la révolution islamique d'Iran comme une organisation terroriste. Lorsque la Cour pénale internationale (CPI) émet un mandat d’arrêt contre le Premier ministre israélien Benyamin Netanyahou en novembre 2024, Veldkamp déclare que le mandat serait respecté si Netanyahou se rendait aux Pays-Bas,. Longtemps réputé pour son positionnement pro-israélien, il se montre plus critique vis-à-vis de cet État en 2025 avec la poursuite de la guerre à Gaza et le blocage de l'aide humanitaire. Il plaide ainsi pour un réexamen de l'accord d’association entre l'UE et Israël.